# Lazarovits Lajos
Lazarovits Lajos, német nyelvterületen Ludwig Lazarovits (Tokaj, 1888. december 9. – Budapest, Ferencváros, 1967. május 17.) orvos, belgyógyász, bőrgyógyász, címzetes egyetemi tanár, az orvostudományok kandidátusa (1960).

## Élete
Lazarovits Adolf (1861–1938) fakereskedő és Briger Júlia fiaként született ortodox zsidó családban tizenegy testvér egyikeként. Apja és nagyapja is betöltötte a tokaji hitközség elnöki tisztségét.
A Nyíregyházi Evangélikus Főgimnáziumban érettségizett (1906). A Budapesti Tudományegyetemen 1911-ben avatták orvosdoktorrá. 1911 és 1913 között a Budapesti Tudományegyetem III. sz. Belklinikájának gyakornokaként kezdte pályáját Korányi professzor vezetése alatt. Az első világháborúban (1914–1918) egészségügyi (orvosi) szolgálatot teljesített és hat kitüntetést szerzett.
A világháborút követően egy ideig a Park és Liget Szanatórium belgyógyász főorvosa volt, majd Engel Károly mellett a Gróf Apponyi Albert Poliklinika belgyógyászati ambulanciáját vezette. Ekkor kezdett foglalkozni a szifilisz belgyógyászati vonatkozásaival. Tanulmányútra ment Frankfurtba Kolla professzorhoz, illetve Münchenbe Mulzerhez és a poliklinikán is előszeretettel foglalkozott e kérdéssel.
1934-ben a budai izraelita hitközség ambulatóriumának belgyógyász főorvosává nevezték ki. 1939-ben a Szeretetkórház belgyógyászati rendelő foorvosa lett. A vészkorszak alatt testvérei közül többeket deportáltak, s a holokauszt áldozatai lettek.
A felszabadulás után az Orvostovábbképző Intézet I. sz. központi belgyógyászati rendelőosztály vezetésével bízták meg. 1952 és 1960 között az Országos Bőr- és Nemikórtani Intézet (OBNI) Katamnesztikus Osztályának osztályvezető főorvosa volt. Halálát májelégtelenség okozta.
A Kozma utcai izraelita temetőben nyugszik.

### Családja
Felesége Vízteleki Anna (1894–1956) orvos, nőgyógyász és reumatológus szakorvos volt, Vízteleki Fülöp Frigyes körorvos és Fürst Terézia lánya, akivel 1920. február 22-én Budapesten kötött házasságot.
Fiai:
- Lazarovits István (Budapest, 1920. dec. 20. – Toronto, 2007. jan. 14.) belgyógyász szakorvos[8]
- Lazarovits Péter (Budapest, 1925. dec. 13. – Illinois, 2013. jún. 13.) radiológus

## Művei
- A gombamérgezésekről. (Gyógyászat, 1919)
- Új eljárás az enuresis nocturna kezelésében. (Gyógyászat, 1926)
- Az experimentális syphilis. (Gyógyászat, 1927, 26.)
- A luetin reakció jelentősége a késői lues diagnosztikájában. – A syphilis gyógykezelésének befolyása a késői syphilis megnyilvánulásaira, elsősorban az aortitisre. (Gyógyászat, 1929)
- Ganglion neuroma a hátsó mediastinumban. – A Paget-kór típusos esete, tekintettel a betegnél 47 év előtti lueses fertőzésre. (Gyógyászat, 1930)
- Die Rolle der Konstitution bei der spätluetischen Veränderungen in erster Reihe der Aortitis. (Wiener Klinische Wochenschrift, 1932)
- Az aortitis klinikai képe a központiidegrendszer késői luetikus megbetegedéseinél. (Gyógyászat, 1933, 36.)
- Das Klinische Bild der Aortitis bei den spätluetischen Erkrankungen des Zentralnervensystems. (Wiener Archiv für innere Medizin, 1935)
- Utánvizsgálatok régi syphilises betegeken. Orbán Sándorral és Rajka Ödönnel. (Magyar Orvos, 1935)
- Die Aortalgie und ihre Röntgenbestrahlung. (Wiener Klinische Wochenschrift, 1936)
- Acut homloküreg gyógyítása röntgenbesugárzással. (Gyógyászat, 1936)
- A késői lues belgyógyászati szempontból. (A Magyar Orvosi Nagyhét Évkönyve, 1936)
- Az aortitis luetica kifejlődésének útja. (A Magyar Belorvosok Egyesületének Évkönyve, 1937)
- A szív vérkeringési zavarainak gyógyítása sajátvér és vérkeringési hormon együtemű alkalmazásával. (A Magyar Belorvosok IX. Nagygyűlésének Évkönyve. Budapest, 1939)
- A szív vérkeringési zavarainak gyógyítása nyolc évi megfigyelés eredményeként. – A korai aortitis syphilitica és annak új módszerrel való megállapítása. – A korai aortitis luetica röntgendiagnózisa. Irsy Józseffel. (Orvosok Lapja, 1947)
- Salvarsan icterus fellépése előzetes sulfonamid-kezelés után. (Bőrgyógyászati és Venerológiai Szemle, 1947)
- Saját eljárással gyógyult enuresis nocturna. (Paediatria Danubiana. Vol. 1. Bp., 1947)
- Házastársak syphilise friss fertőzés esetén. (Bőrgyógyászati és Venerológiai Szemle, 1947)
- A syphilis fertőzési útjai. A syphilis terjedése a házassági törvény védelme ellenére. (Népegészségügy, 1947)
- Frühstadium der Aortitis syphilitica und ihre Feststellung mittels einer neuen Methode. (Schweizerische Medizinische Wochenschrift, 1948)
- A syphilist kísérő májmegnagyobbodás és ennek értékelése. – Az antilueses kúra alatt fellépett sárgaság gyakoriságának, okainak és lefolyásának klinikai megfigyelése 250 beteg észlelése alapján. (Orvosok Lapja, 1948)
- Tuberculotikus fertőzöttség szerepe a syphilis lezajlásában. – Pseudo Banti hepatolieanilis anaemia syphilitica. (Bőrgyógyászati és Venerológiai Szemle, 1948)
- A belgyógyászati vizsgálatok jelentősége és eredményei a syphilis gyógyításában. (Bőrgyógyászati és Venerológiai Szemle, 1949)
- A syphilises fertőzés terjedésének forrásai és útja a dolgozó társadalomban. Schmidt Györggyel. (Népegészségügy, 1949)
- Mesterségesen létrehozott accidentalis zörej (L. a.) jelentősége az aortitis syphilitica korai kórismézésében. (Orvosi Hetilap, 1949. 8.)
- Az aortalgia megjelenésének és jelentőségének kritikai áttekintése. (Bőrgyógyászati és Venerológiai Szemle, 1950)
- Penicillin-kezelések indicatiói antisyphilises kúra közben. – A katamnesztikus vizsgálatok jelentősége és irányelvei a syphilises fertőzéseknél. (Népegészségügy, 1950)
- Az arcus aortae felett hallható zörej jelentősége az aortitis syphilitica diagnózisában. (Orvosi Hetilap, 1950. 3.)
- A hypertensio gyógyításának lehetőségei haemodynamikai úton. (Orvosi Hetilap, 1950. 24.)
- A syphilis kezelése a Szovjetunióban. Gallai Zoltánnal és Haraszti Istvánnal. (Orvosi Hetilap, 1950. 50.)
- Röntgenrács a fluoroscopiával látott képek méretben való azonnali rögzítéséhez. (Orvosi Hetilap, 1951. 1.)
- Tapasztalatok és észrevételek a katamnesztikus vizsgálatoknál a syphilisszel kapcsolatban. (Népegészségügy, 1952)
- Májsérülések értékelése arsenobensol-kezelések alatt és kísérletek azok elhárítására. Károlyi Istvánnal. (Bőrgyógyászati és Venerológiai Szemle, 1953)
- Az aortitis syphilitica diagnózisának, prognózisának és gyógykezelésének mai állása. (Az Országos Bőr- és Nemikórtani Intézet kiadványa. I. Budapest, 1954)
- Májsérülések syphilisnél és a kezelés alatt. (Bőrgyógyászati és Venerológiai Szemle, 1954)
- A congenitalis syphilis összefoglaló áttekintése a századforduló óra. (Az Országos Bőr- és Nemikórtani Intézet kiadványa. III. Budapest, 1955)
- Újabb szempontok egyes anamnaesis nélküli syphilis-seropositiv esetek tisztázásában, különös tekintettel a cardiolipin-reakciókra. Többekkel. (Orvosi Hetilap, 1955. 49.)
- Katamnesztikus vizsgálatok cardiovascularis és neurosyphilisnél. (Bőrgyógyászati és Venerológiai Szemle, 1956)
- A syphilis katamnesztikus vizsgálata. Kandidátusi értekezés. (Budapest, 1959)
- A keratitis parenchymatosa megelőzésének és gyógyításának lehetőségei. (Bőrgyógyászati és Venerológiai Szemle, 1962)
- A syphilis korai szakaszában arzenobenzollal kezelt betegek vizsgálata 10–30 év után. (Bőrgyógyászati és Venerológiai Szemle, 1963)